# 長野県立高遠高等学校
もしかして
- 長野県高遠高等学校

ではありませんか？